# Libethra camposi
Libethra camposi är en insektsart som beskrevs av Morgan Hebard 1924. Libethra camposi ingår i släktet Libethra och familjen Diapheromeridae. Inga underarter finns listade i Catalogue of Life.